# Distretto di Caraz
Il distretto di Caraz è un distretto del Perù nella provincia di Huaylas (regione di Ancash) con 23.580 abitanti al censimento 2007 dei quali 13.330 urbani e 10.250 rurali.
È stato istituito fin dall'indipendenza del Perù.

## Località
Il distretto è formato dalle seguenti località:
- Alluca
- Choquechaca
- Cocha marca
- Connopa
- Cruz viva
- Cullaspamapa
- Cumpayhuara
- Huaura
- L Rinconada
- Llacshu
- Pavas
- Yuco
- Yuracoto
- Aircan
- Caccho
- Chosica
- Chungada
- Coto
- Hoyada